# Georg Busch (Bildhauer)

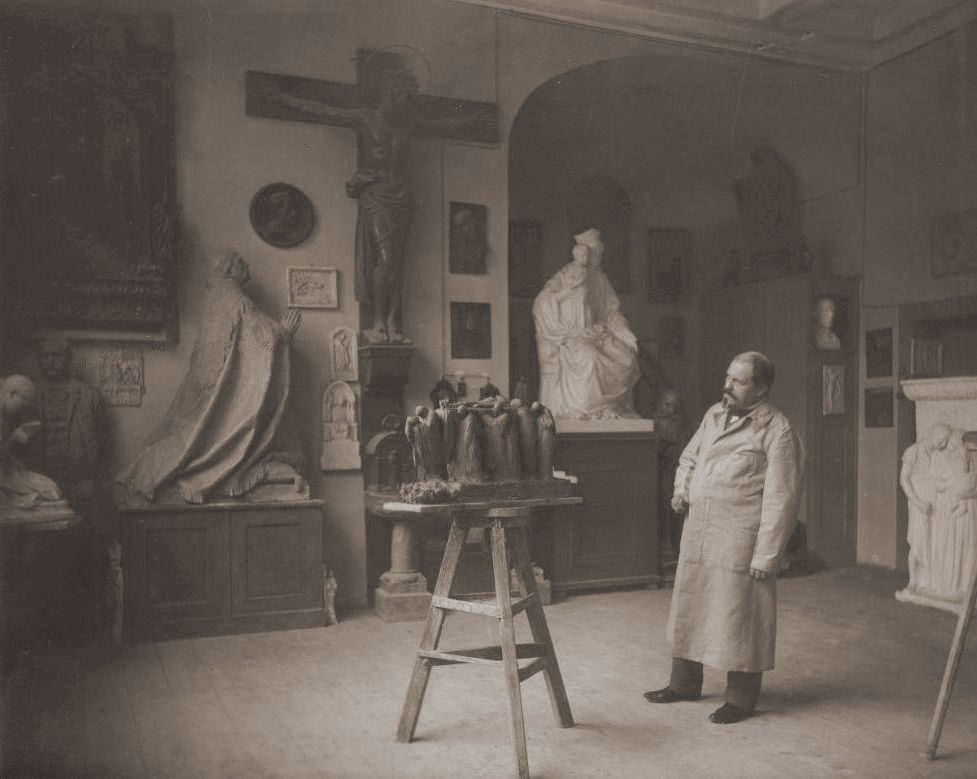
Georg Busch in seinem Atelier mit Modellen seiner Werke (1912)

Georg Busch (* 11. März 1862 in Hanau; † 8. Oktober 1943 in München) war ein deutscher Bildhauer.

## Leben
Georg Busch wurde zunächst in der väterlichen Altarbauer-Werkstatt in Groß-Steinheim, heute Hanau, ausgebildet. Sein Vater Johann Georg Busch (1823–1895) war bekannt als Kunstschreiner, Altarbauer und Holzbildhauer; 1863 gründete er in Groß-Steinheim am Main eine Werkstatt für kirchliche Kunst, die 1888 der älteste Sohn Jacob übernahm. Georg war 1880 bis 1882 Schüler an der Zeichenakademie Hanau. Anschließend erhielt er bis 1888 ein Stipendium des Großherzogtums Hessen für die Königliche Akademie der Bildenden Künste München und wurde dort Schüler von Syrius Eberle. Später machte er sich in München als Bildhauer selbständig. Er war Mitglied des Münchner Vereins für Christliche Kunst.
Georg Busch schuf zahlreiche Werke vor allem christlicher Kunst in Bronze, Stein und Holz. Sein über Deutschland hinausreichendes Werk umfasst sieben Bischofsdenkmäler, etwa 25 Altäre, fünf Kreuzwege, eine große Zahl Gefallenendenkmäler, Grabmäler sowie Darstellungen von Christus, Maria und weiteren Heiligen, aber auch Profanes: Denkmäler, Porträts und Genre.
Buschs Initiative ist es zu verdanken, dass die christliche Kunst, die im 19. Jahrhundert zum Teil aus fabrikähnlich produzierenden Kunstanstalten kam, wieder an künstlerischer Qualität gewann. Er rief Vereinigungen und Gesellschaften ins Leben, in denen die Förderung christlicher Künstler und der Kontakt mit Auftraggebern unterstützt wurde:
- 1885: Albrecht Dürer-Verein an der Akademie der Bildenden Künste, München
- 1893: Deutsche Gesellschaft für christliche Kunst, bis 1924 war Busch deren zweiter Präsident.
- 1900: Gesellschaft für christliche Kunst Ausstellung und Verkaufsstelle GmbH
- 1918: Verein Ausstellungshaus für christliche Kunst e. V.

Georg Busch war mit Unterstützung seiner Frau Marie Eigentümer des Verlags „Allgemeine Vereinigung für christliche Kunst“, in dem 1909 bis 1943 die Monografien-Reihe „Die Kunst dem Volke“ erschien, um Themen aus der Kunstgeschichte in bester Bildqualität breitenwirksam, insbesondere Schülern, preiswert zugänglich zu machen. Insgesamt sind 101 Nummern erschienen.
Sein Sohn war der Kunsthistoriker Karl Busch (1905–1964). Beide wurden am Münchner Westfriedhof beigesetzt.

## Preise, Auszeichnungen und Ehrungen
- Zwei Goldmedaillen (Weltausstellung 1904, Internationale Kunstausstellung 1913), vier Silbermedaillen (Internationale Kunstausstellung 1904 und 1907, Ausstellung für christliche Kunst 1907, Jahresausstellung Salzburg 1914)
- Der Titel Königlicher Professor wurde ihm am 31. Dezember 1902 von Prinzregent Luitpold von Bayern verliehen.
- Ehrenbürger der Stadt Groß-Steinheim 1911
- König Ludwig-Kreuz für Heimatverdienste, 1918 von König Ludwig III. verliehen.
- Pro Ecclesia et Pontifice 1897.
- Silvesterorden 1919.
- In Hanau-Steinheim ist die Georg-Busch-Straße nach ihm benannt.
- Ehrenmitglied der katholischen Studentenverbindung  KDStV Aenania München im CV (1897).[3]

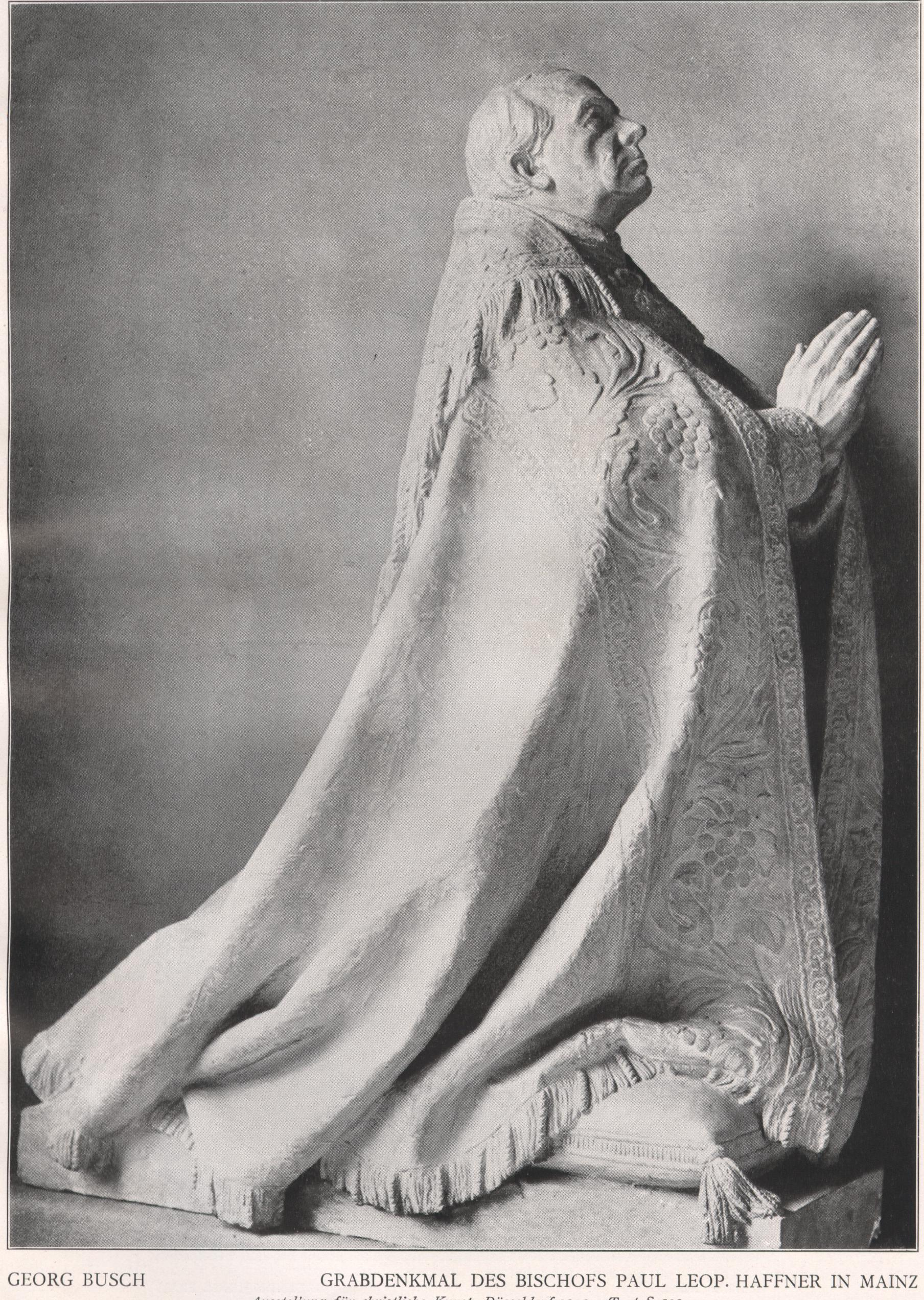
Grabdenkmal von Bischof Haffner im Mainzer Dom

## Auswahl erhaltener Werke
- Denkmäler von Bischöfen in den Domen zu Mainz (Haffner, 1902), Eichstätt (v. Leonrod, 1908), Regensburg im Dom (v. Riedel, 1910) sowie dort in der Kirche St. Jakob (v. Senestrey, 1910), München (v. Stein, 1911), Paderborn (Martin, 1916), Trier (Korum, 1924), im Augsburger Dom das Canisius-Denkmal (1897), auf dem Stadtplatz in Plattling das Johann Conrad Graf von Preysing-Denkmal (1907), in Hanau-Steinheim das Friedensdenkmal (1911).
- Altäre: in Bamberg, St. Otto, der Heinrich- u. Kunigunden-Altar (1916) und im Dom, Nagelkapelle, die Beweinung Christi (1922); in Berlin, Ss. Corpus Christi, der Marienaltar (1895); Bochum, St.-Josef-Hospital (1928/29); in Bonn, St. Elisabeth, der Herz-Jesu-Altar (1918); in Homburg-Saar, St. Michael, der Baldachinaltar (1901); in Nierstein, St. Kilian, der Hochaltar (1902); in Stift Tepl in Teplá der Hroznata-Altar (1899), der Josefsaltar in St. Cyriakus Geseke (1926)
- Kreuzwege u. a. in Krawarn, St. Bartholomäus (1903–1907)[4], in München, St. Paul (1906/13), in den Pfarrkirchen in Ahrweiler (1906/07), Illerbeuren, Königseggwald, Aichach (1909), CH Rebstein (Replik von Ludwigshafen 1911/12) und in Speyer, St. Josef (1934/38).
- Weihnachts-Krippen in Kirchen in CH Tafers, St. Martin, in Zürich-Wiedikon, Herz-Jesu, in Bochum, St.-Josef-Hospital.
- Genre mit Kinderszenen: u. a. Opferstock „Für die Armen“ (1889), Vater unser (1890), Schreihals (1892), Violinspieler (1896) und „Betendes Mädchen“ (1891) im Depot der Städtischen Galerie im Lenbachhaus (Marmor), Repliken bei den Armen Schulschwestern in Regensburg (1899) und München (1917), in Berlin, Alte Nationalgalerie, in Barcelona, Städt. Museum,
- Porträtbüsten u. a. von Leo XIII. (1887), Gebhard Fugel (1893), Martin Greif (1894), Emilie von Ringseis (1895), Bischof von Ketteler (1914).Station XIV aus dem Kreuzweg für die Stadtpfarrkirche Aichach (Zustand 2020)

besondere Einzelwerke

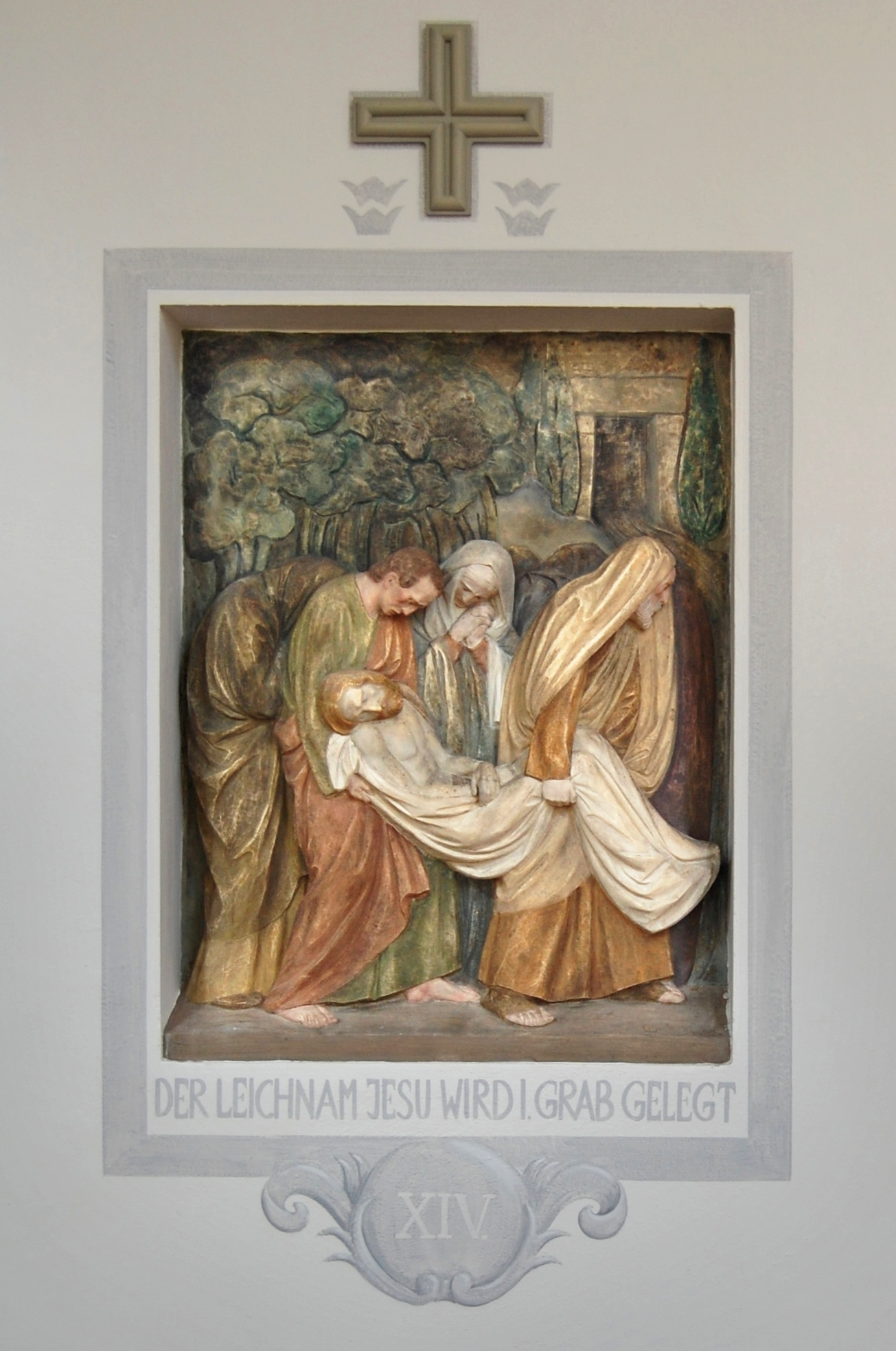
Station XIV aus dem Kreuzweg für die Stadtpfarrkirche Aichach (Zustand 2020)

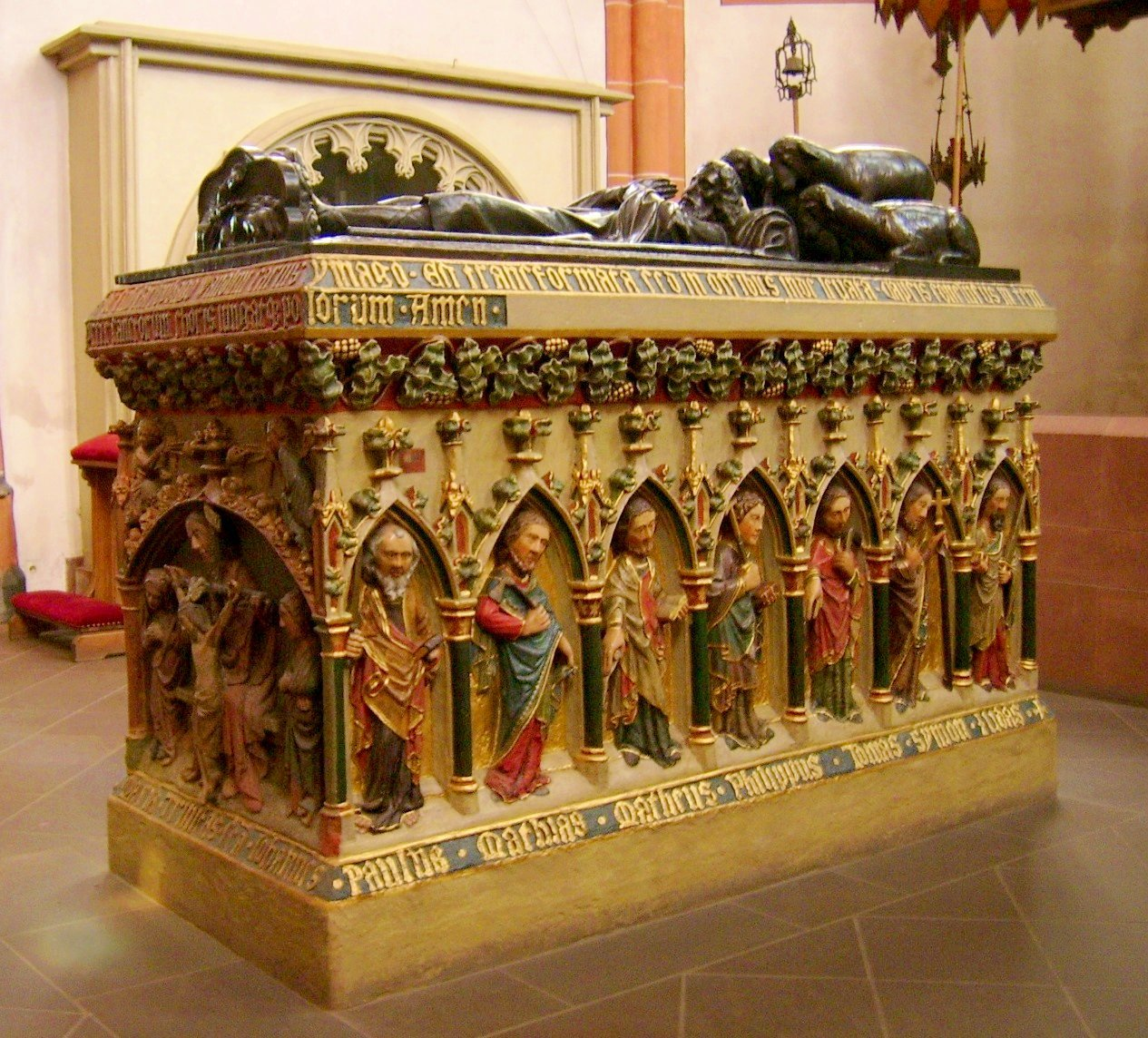
Deckplatte auf der Wendelinus-Tumba in der Wendalinusbasilika, St. Wendel

- Der verlorene Sohn (1900, Goldmedaille 1904, Privatbesitz)
- Grabmal A. Müller-Netscher in Eltville (1904), Replik „Weiße Madonna“ in Freiburg (1920),
- Herkules-Brunnen und Hl. Josef in Augsburg, St. Stephan (1908),
- Begräbnis Christi (Bronzegruppe 1912, Goldmedaille 1913) im Stadtfriedhof Merseburg und in Viersen Friedhof Löh (Bl.27, Grab 687–692),
- Deckplatte auf der Tumba des hl. Wendelin, Wendalinusbasilika in St. Wendel (1924)[5]
- Kreuzigungsgruppe (1927) und Beweinung Christi (Bronze nach 1922) im Friedhof CH Rebstein,
- Kruzifix lebensgroß (1931) im Kloster Metten, Replik in CH Rebstein, Ortsmuseum,
- St. Benedikt im Kloster Tutzing und Metten (1898) und in München St. Bonifaz (1919)
- Konrad von Parzham (Silber) in der Gnadenkapelle Altötting (1931),
- Konrad von Parzam und St. Wolfgang in Bad Griesbach im Rottal, Parzham (1939 für Amberg-Ammersricht),
- Don Bosco für St. Josef in Köln-Braunsfeld (1943).

## Veröffentlichungen
- Die katholische Kirche und ihre Kunst. Allgemeine Vereinigung für Christliche Kunst, München 1933.